# Odontoperas luteimacula
Odontoperas luteimacula är en fjärilsart som beskrevs av Sergius G. Kiriakoff 1964. Odontoperas luteimacula ingår i släktet Odontoperas och familjen tandspinnare. Inga underarter finns listade i Catalogue of Life.